# Asota tiphlops
Asota tiphlops là một loài bướm đêm trong họ Erebidae.